# روكابيلي
الروكابيلي هو أحد الفروع الأولى من موسيقى الروك أند رول، ويرجع تاريخها إلى أوائل الخمسينات في الولايات المتحدة، وبالأخص في الجنوب. ويمزج هذا الصنف أنماطا موسيقية مثل الكانتري مع موسيقى البلوز،  وأنتج هذا ما اعتبر موسيقى الروك أند رول «الكلاسيكية». ووصفها البعض أيضا بأنها مزيج من البلوغراس مع موسيقى الروك أند رول. مصطلح «الروكابيلي» في حد ذاته هو جمع بين كلميتن «روك» (من «روك أند رول») و "هيلبيلي"، والتي تشير لموسيقى الكانتري (والتي كانت شائعة باسم «موسيقى الهيلبيلي» في الأربعينات والخمسينات) والتي ساهمت بقوة في هذا الصنف. ومن بين الأصناف الموسيقية التي أثرت على الروكابيلي هي موسيقى الغرب الأمريكي، السوينغ الغربي، الووغي بوغي، والجامب بلوز والبلوز الكهربائي.
ومن السمات المميزة لموسيقى الروكابيلي الإيقاعات القوية، الرنات الصوتية واستخدام صدى الأشرطة،  ولكن إضافة آلات مختلفة والتجانس الصوتي أدى إلى لتقليل الاعتماد على هذه المزايا. زادت شعبية الروكابيلي في البداية عبر فنانين مثل بيل هالي، إلفيس بريسلي، كارل بيركنز، جوني كاش، بوب لومان، جيري لي لويس، وبدأت شعبيته في الانحسار في الستينات. إلا أنه عاد للحياة خلال أواخر السبعينات وأوائل الثمانينات، وذلك عن طريق فرق مثل ستراي كاتس. وظلت له طائفة من المعجبين حتى في القرن الحادي والعشرين، في كثير من الأحيان تكون شعبيته ضمن ثقافة فرعية. ويظهر أثر الروكابيلي على أصناف موسيقية أخرى مثل بانك روك.
هناك علاقة وثيقة بين البلوز وموسيقى الكانتري منذ التسجيلات الأولى لموسيقى الكانتري في العشرينات. ظهرت أصناف جديدة خلال الثلاثينات والأربعينات. حيث اشتهر بوب ويلز وفريقه تكساس بلايبويز بموسيقى السوينغ الغربي الذي يجمع بين موسيقى الكانتري والإيتار الحديدي مع موسيقى الجاز والفرق الكبيرة. وأطلق فنانو بلوز مثل ميد لوكس لويس وبيت جونسون موجة البوغي ووغي عام 1938، فبدأ فنانو الكانتري موجة أخرى هي «هيلبيلي بوغي»، التي تجمع بين موسيقى الكانتري وإيقاع الباس في موسيقى البوغي. مثل فرقة الأخوة مادوكس وروز. ومن أهم التأثيرات كان عازف الممفيس بلوز جونيور باركر.
في عام 1951، سجل المغني بيل هالي نسخته الخاصة من أغنية «روكيت 88» مع مجموعته المسماة سادلمين. وهي تعتبر إحدى أوائل تسجيلات الروكابيلي بشكلها المعروف. في يناير 1956 تم إصدار ثلاث أغنيات كلاسيكية جديدة: «فولسوم بريسون بلوز» لجوني كاش، و «بلو سويد شوز» لكارل بيركنز، وكلاهما من صان ريكوردز. و «هارتبريك هوتيل» لإلفيس بريسلي على RCA. بيع من «بلو سويد شوز» لبيركنز ما يقرب من 20,000 نسخة يوميا، وبيع منها أكثر من مليون نسخة الأول وتجاوزت في نجاحها قوائم الريف إلى قوائم البلوز والبوب.
انحسر هذا النوع في بداية الستينات، إلا أنه عاد مع عودة إلفيس وعروض أخرى مثل شا نا نا والإخوة إيفيرلي، وفيلم أمريكان غرافيتي والمسلسل التلفزيوني هابي دايز، ولا سيما في انكلترا، حيث بدأ أعيد إحياء الروكابيلي في السبعينات عن طريق جمع الأسطوانات والنوادي.